# 傑克遜海茨 (北卡羅萊納州)
傑克遜海茨（英語：Jackson Heights）是位於美國北卡羅萊納州勒諾縣的普查規定居民點。

## 人口
根據2020年美國人口普查的數據，傑克遜海茨的面積為3.76平方千米，皆為陸地。當地共有人口1071人，而人口密度為每平方千米284.84人。